# اکسید مولیبدن (IV)
اکسید مولیبدن(IV) (به انگلیسی: Molybdenum(IV) oxide) با فرمول شیمیایی MoO2 یک ترکیب شیمیایی است. که جرم مولی آن  g/mol 127.94 می‌باشد. شکل ظاهری این ترکیب، جامد قهوه‌ای و بنفش می‌باشد.